# Коромысло субарктическое
Коромысло субарктическое, или коромысло арктическое, (лат. Aeshna subarctica) — вид стрекоз семейства коромысел (Aeshnidae).

## Описание
Длина 70—76 мм, длина брюшка 47—67 мм, заднее крыло длиной 39—46 мм. Глаза соприкасаются друг с другом на некотором отрезке. Тело пёстро окрашенное. На лбу находится полный Т-образный рисунок чёрного цвета. На груди имеются голубые пятна у основания крыльев. По бокам груди под дыхальцем находится светлое пятнышко в форме запятой. Жилкование крыльев чёрного цвета. При посадке стрекоза принимает вертикальную позу со свисающим вниз брюшком. У самцов брюшные тергиты с 3-го по 7-й имеют сверху голубые или синие, а по бокам желтоватые пятнышки. У самок яйцеклад короткий, его задний конец не заходит за конец последнего сегмента брюшка.

## Ареал
Вид распространён в Северной, реже Средней Европе, в Сибири, в Северной Америке. Изолированное местообитание известно в Карпатах, исключительно в горных болотах, где коромысло субарктическое, вероятно, является реликтом ледникового периода.

## Биология
Время лёта: начало июля — конец сентября. Размножается по обводненным местам на верховых болотах. Развитие длится 3—4 года.